# Hieflerstutzen
Hieflerstutzen är ett berg i Österrike. Den ligger i förbundslandet Oberösterreich, i den centrala delen av landet, 150 km väster om huvudstaden Wien. Hieflerstutzen ligger 1 487 meter över havet. Närmaste större samhälle är Landl, 17 km öster om Hieflerstutzen. 